# Joachim Körner (Politiker, 1925)
Joachim Körner (* 1925 in Cranzahl; † 15. Juni 2012 in Braunschweig) war ein deutscher Jurist, Politiker (SPD) und Verwaltungsbeamter. Er war von 1980 bis 1989 Oberstadtdirektor der Stadt Braunschweig.

## Leben
Der aus dem Erzgebirge stammende Körner studierte nach dem Zweiten Weltkrieg Rechtswissenschaften und Volkswirtschaft in Erlangen. Er legte 1955 das juristische Staatsexamen ab und wechselte anschließend nach Braunschweig, wo er zunächst als Finanzbeamter und von 1968 bis 1980 als Stadtkämmerer arbeitete. Vom 1. Februar 1980 bis zum 31. Januar 1989 war Körner Oberstadtdirektor der Stadt Braunschweig. Gleichzeitig war er Wirtschaftsdezernent. Er trat 1989 auf eigenen Wunsch in den vorzeitigen Ruhestand und war anschließend als Geschäftsführer des Technologieparks Braunschweig tätig. Körner starb 2012 in Braunschweig.